# Phorotrophus maynei
Phorotrophus maynei là một loài tò vò trong họ Ichneumonidae.